# Tarenna rhypalostigma
Tarenna rhypalostigma là một loài thực vật có hoa trong họ Thiến thảo. Loài này được (Schltr.) Bremek. miêu tả khoa học đầu tiên năm 1934.